# Sinh trưởng sơ cấp
Sinh trưởng sơ cấp là quá trình sinh trưởng ở thực vật do sự phân chia của các mô phân sinh ngọn (apical meristems) làm thực vật gia tăng chiều cao (chiều dài) tại đỉnh chồi, đỉnh rễ, đầu lá, mầm
Sinh trưởng sơ cấp xảy ra ở cây Một lá mầm và phần thân non của cây Hai lá mầm

## Liên kết
- Tổ chức cơ thể của thực vật bậc cao và sự thích nghi